# 1992年巴生港油槽船大爆炸
1992年巴生港油槽船大爆炸发生于1992年6月20日，一艘在新加坡注册的油槽船“春丰3号”在马来西亚雪兰莪州巴生港口起火燃烧并发生大爆炸，共造成13人死亡。

## 案发经过
1992年6月20日晚上9时许，在新加坡注册的油槽船“春丰3号”在雪兰莪州巴生港口附近爆炸，爆炸发生在距离巴生港口南港100米处，当时油槽船正在卸载易燃化学物品。爆炸引发大火，并在次日再次起火，两天后船只逐渐沉入海底。爆炸波及附近油库，一个油库完全被烧毁。13名罹难者包括7名船员和6名工作人员，他们的遗体被打捞出时大多已高度腐烂，难以辨别身份。由于油槽船爆炸后化学物质流入海中，但污染范围较小。两名幸存者被一名荷兰籍男子救起。事件引发附近居民恐慌，但他们团结要求政府将化学油库搬离。

## 反应
爆炸后，虽然有不少居民逃难，但也有不少其他居民手拿摄影机冒充记者越过警方路障，以拍照留念。半公里外的海南村有许多村民在听到爆炸声后立即发动所有交通工具，将小孩和妇孺载到巴生，甚至是30公里外的吉隆坡。巴生港一家设在海面上的海鲜楼有许多用餐的顾客因爆炸声而逃走，导致餐馆损失几百元。
首相马哈迪·莫哈末在梳邦机场为乌兹别克斯坦总统伊斯兰·卡里莫夫送行时对悲剧发生感到悲痛。他告诉记者：“这事件不该发生。因为有关方面已采取一切的安全措施。”马哈迪表示，虽然已采取各种措施，类似的意外仍时有发生，而这事件应该作为一次教训，政府将全方面研究这事件。马哈迪还说：“尽管如此，任何的调查结果是不可预见的。即付诸实施一项研究工作需要花上四至五年的时间。”“为此，我们不能够立即实行较早前所提呈的提议，而这可能使悲剧在我们履行诺言前再次发生。”

## 调查结果和后续
事发后，政府设立公共调查委员会，调查爆炸原因及是否涉及人为因素。两年后出炉的600多页调查报告证实，爆炸案因人为疏忽而致。报告指出油槽船船主Eximpet企业私人有限公司明知液体油槽泵损坏却未修理，因此需负责。海事局也因未依法检查进入巴生港口的商船及船长未如实申报危险物品而负有责任。港务局官员因油槽船超时卸货且未申报超时准证也需承担部分责任。报告强调，若海事局及港务局严格执法，惨剧可能不会发生。13名罹难者家属随后向美国法庭索赔3328万令吉。